# ویکس.کام
ویکس دات کام (عبری: וויקס. קום‎) شرکت فناوری اطلاعات اسرائیلی است، که در سال ۲۰۰۶ تأسیس شد.

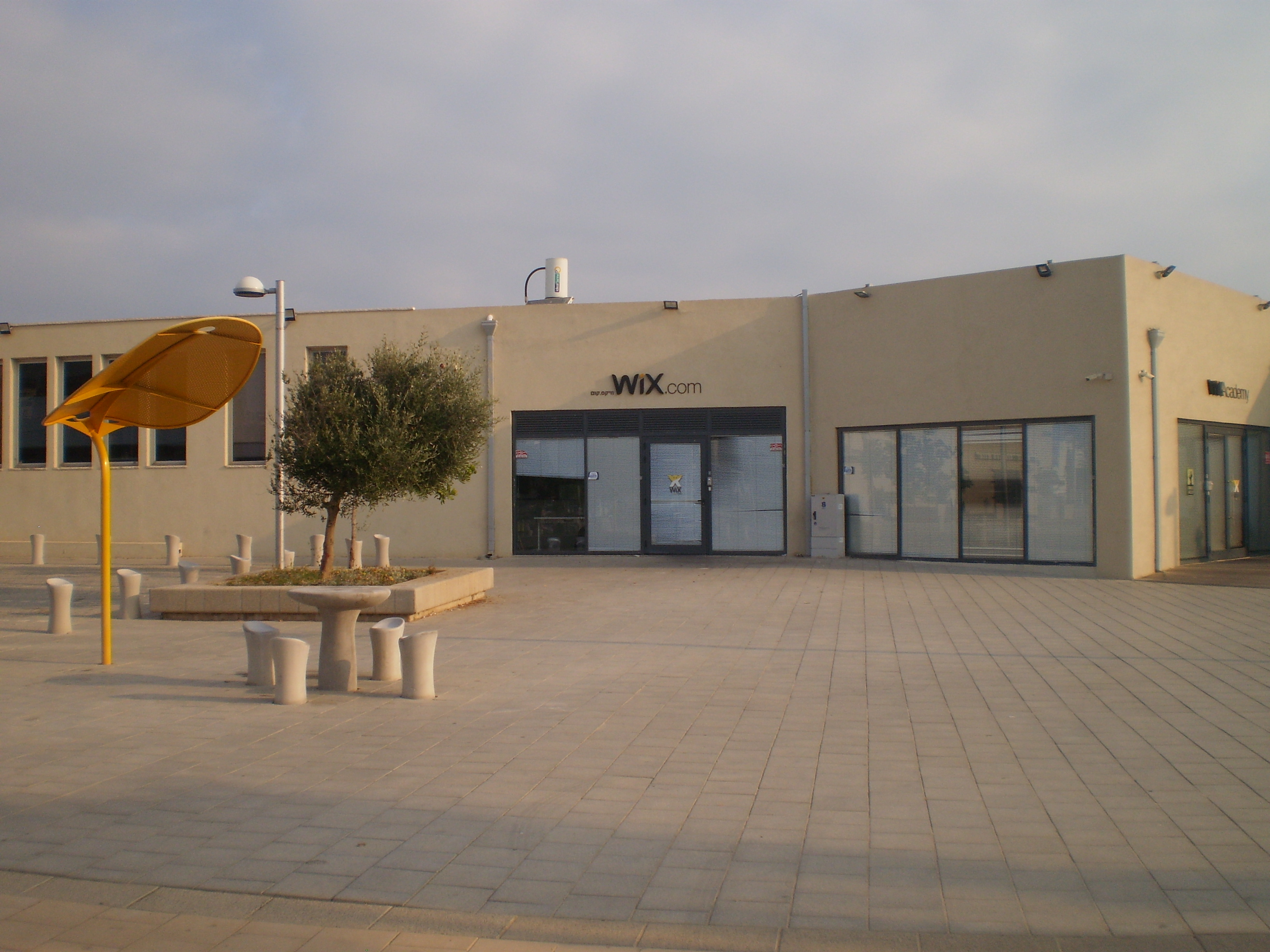
مقر ویکس دات‌کام در بندر تل‌آویو، اسرائیل

کاربران می‌توانند برنامه‌هایی برای رسانه‌های اجتماعی، تجارت الکترونیک، بازاریابی آنلاین، فرم‌های تماس، بازاریابی رایانامه، به وب‌سایت‌های خود اضافه کنند.
سکوی WIX بر اساس یک مدل کسب‌وکار رایگان ساخته شده است و درآمدهای خود را از طریق درگاه آنلاین به دست می‌آورند. طبق وب‌سایت نظرسنجی فناوری W3Tech تا سپتامبر ۲۰۲۲ توسط ۲.۵٪ وب‌سایت‌ها از پلتفرم WIX استفاده می‌شود.